# Ja'fari
Ja'fari är den största av de shiitiska rättsskolorna (madhāhib). Liksom de andra namngavs skolan efter sin grundare, i detta fall shiaimamen Ja'far as-Sadiq (död 765). Ja'fari är en av de åtta rättsskolor vars giltighet erkänns i Ammanbudskapet. Vissa sunnimuslimer anser att imamiternas rättsskola Ja'fari är en femte ortodox skola.
Sedan 1979 har den ja'faritiska rättsskolan varit fundamentet för rättssystemet i Iran.